# Luis Subercaseaux Errázuriz
Luis Subercaseaux Errázuriz (* 10. Mai 1882 in Santiago de Chile; † 1973) war ein chilenischer Diplomat, Leichtathlet und Fußballspieler.

## Biografie
Luis Subercaseaux kam als zweiter Sohn von sechs Kindern des Diplomaten und Malers Ramón Subercaseaux Vicuña und dessen Frau Amalia Errázuriz Urmeneta zur Welt. Er studierte am Colegio Benedictino im französischen Teil des Baskenlands. Als Botschafter Chiles war Subercaseaux in Spanien und Peru tätig. Er war mit Margarita Donoso Foster verheiratet und hatte mit ihr fünf Kinder.
Er war eines der Gründungsmitglieder des CD Santiago Morning und ein erfolgreicher Fußballspieler. Bei den Olympischen Sommerspielen 1896 nahm Subercaseaux in den Läufen über 100, 400 und 800 Meter teil und war somit der erste südamerikanische Olympionike.